# Gasthuis (Zoutleeuw)

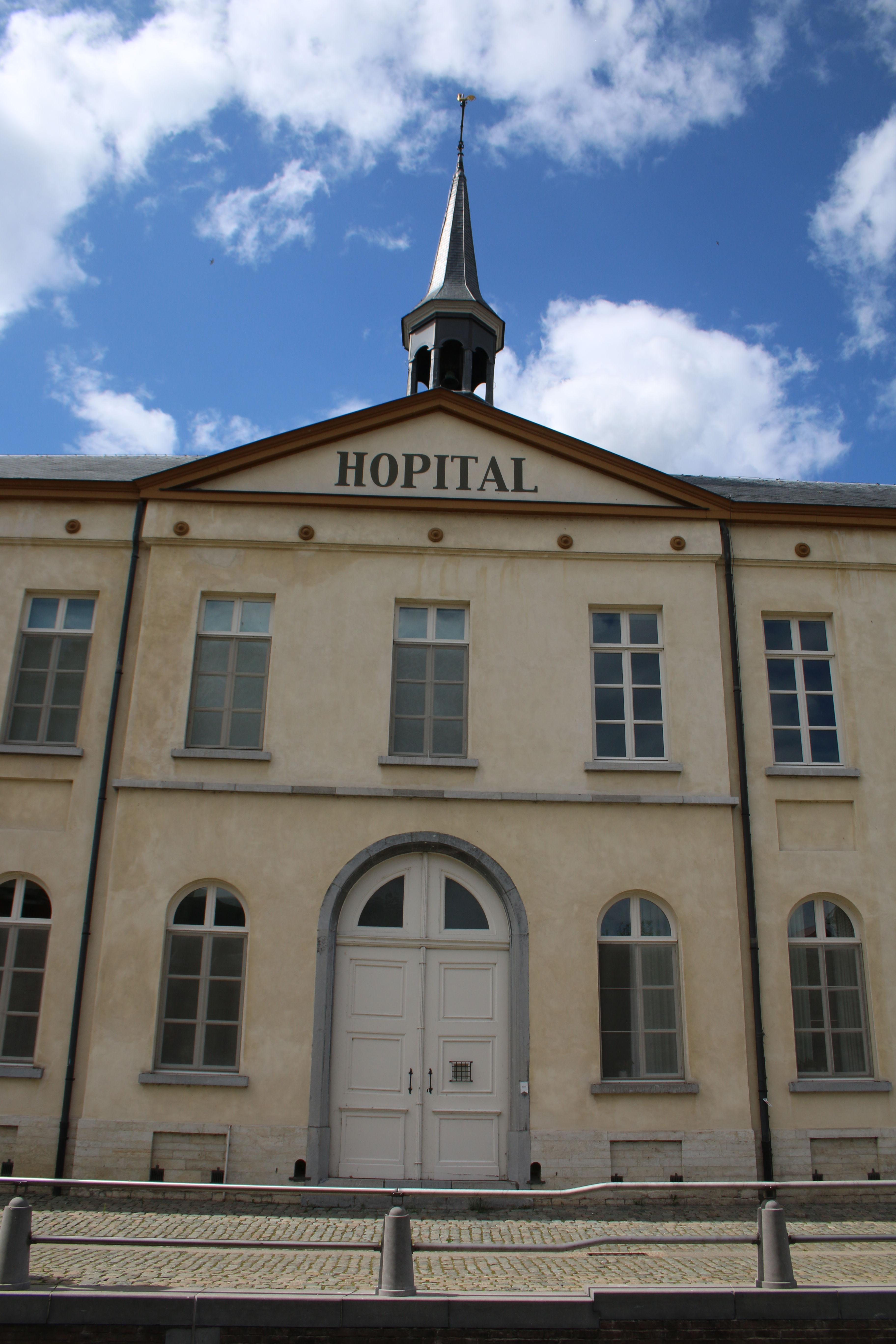
Gasthuis in Zoutleeuw

Het Gasthuis der Grauwzusters is een historisch pand in Zoutleeuw. Het voormalige gasthuis werd in het begin van de 18de eeuw gebouwd. Er kwam toen een nieuw ziekenhuis met kerk, gewijd aan Sint-Elisabeth. Dit complex werd grondig verbouwd tussen 1840 en 1846 in classicistische stijl. De ziekenzalen, het zusterkwartier en de kloosterkerk werden daarbij in één complex ondergebracht. De poort naast het gasthuis gaf toegang tot de brouwerij voor eigen gebruik.
In 1936 werd de bepleistering van de voorgevel verwijderd. De Grauwzusters verhuisden in 1955 naar hun nieuw bejaardentehuis in de Stationsstraat. In 1975 werd in de vroegere tuin van de Grauwzusters het bejaardentehuis van het OCMW opgetrokken. Het Gasthuis is beschermd als monument.

## Afbeeldingen

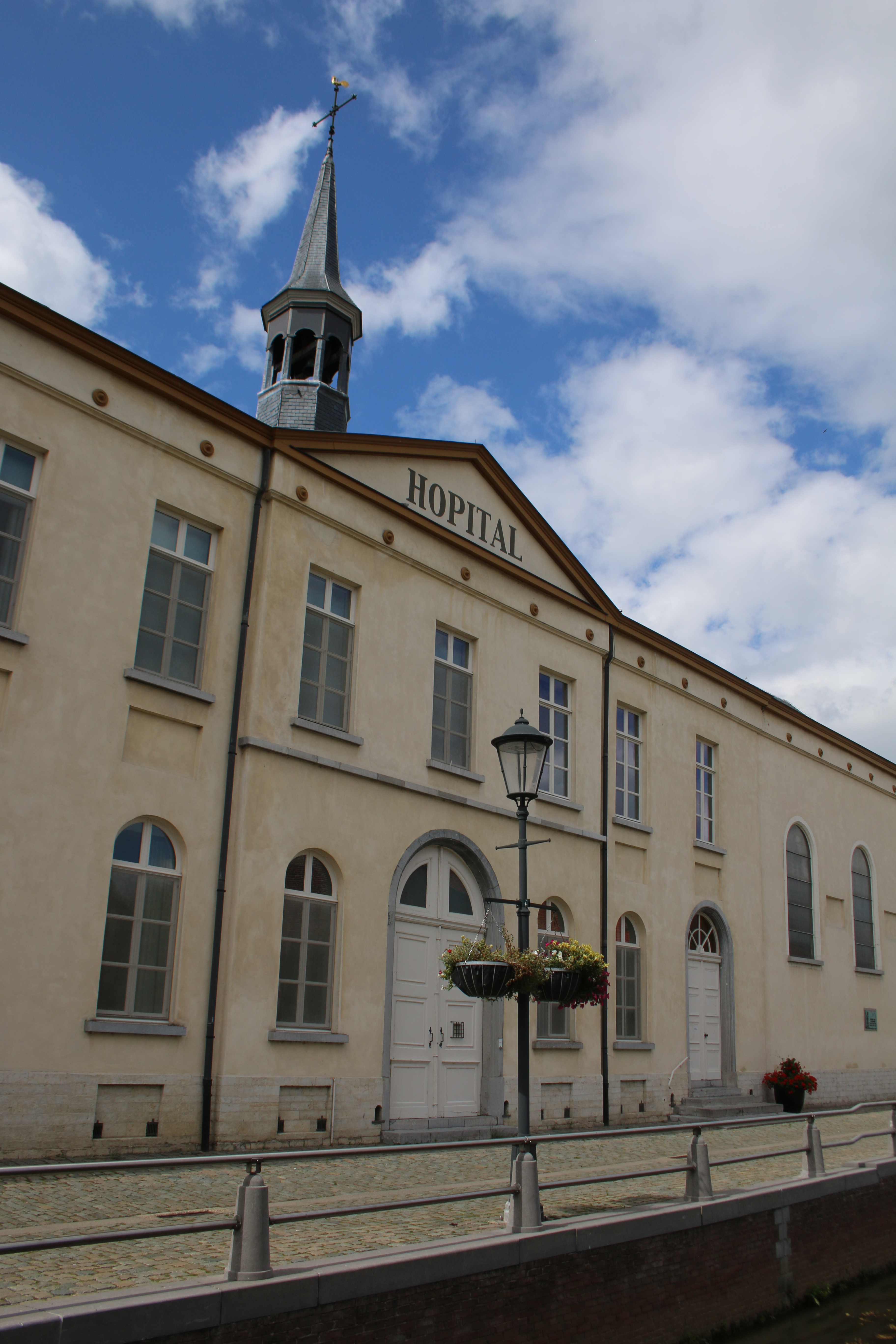
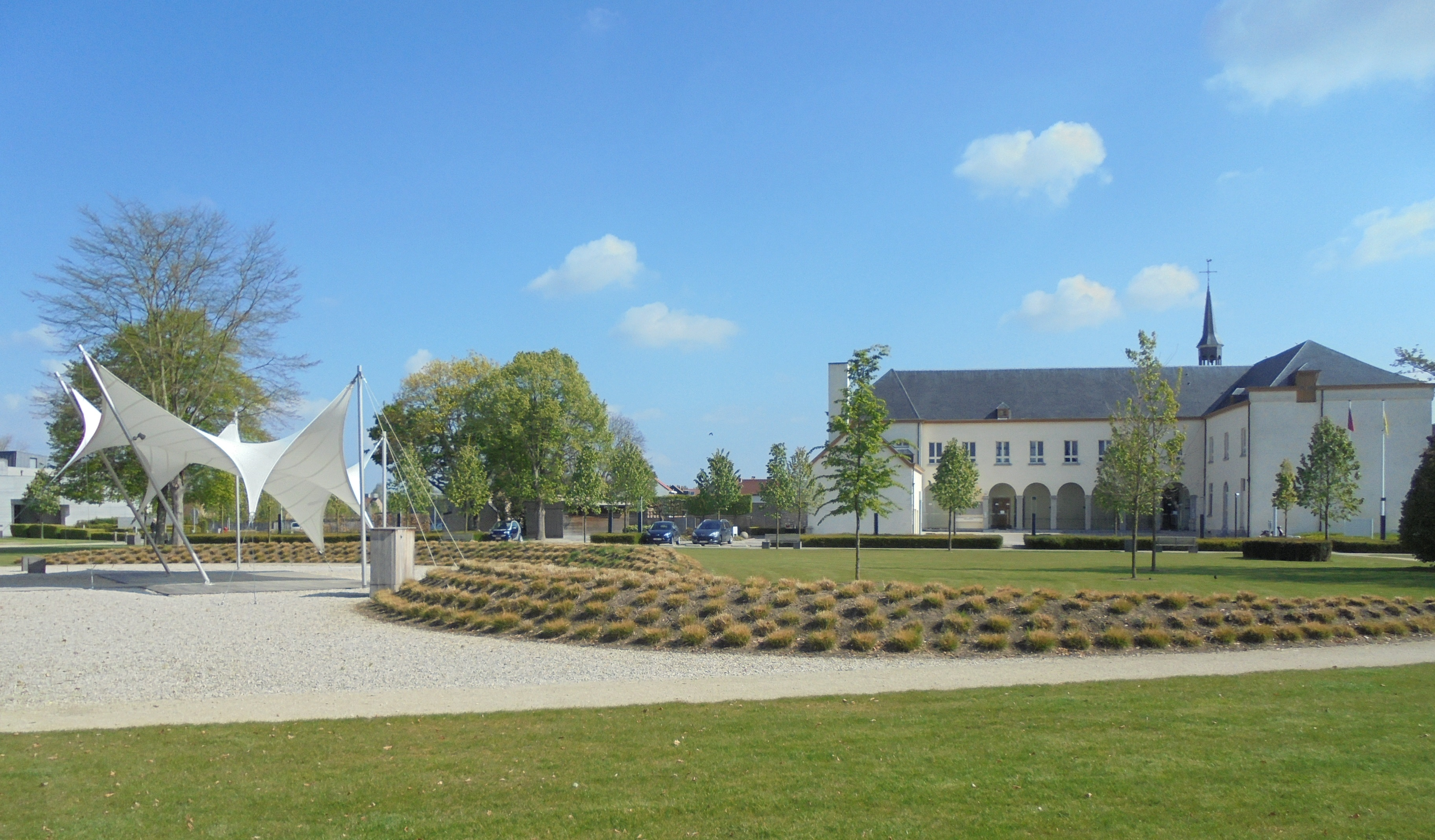
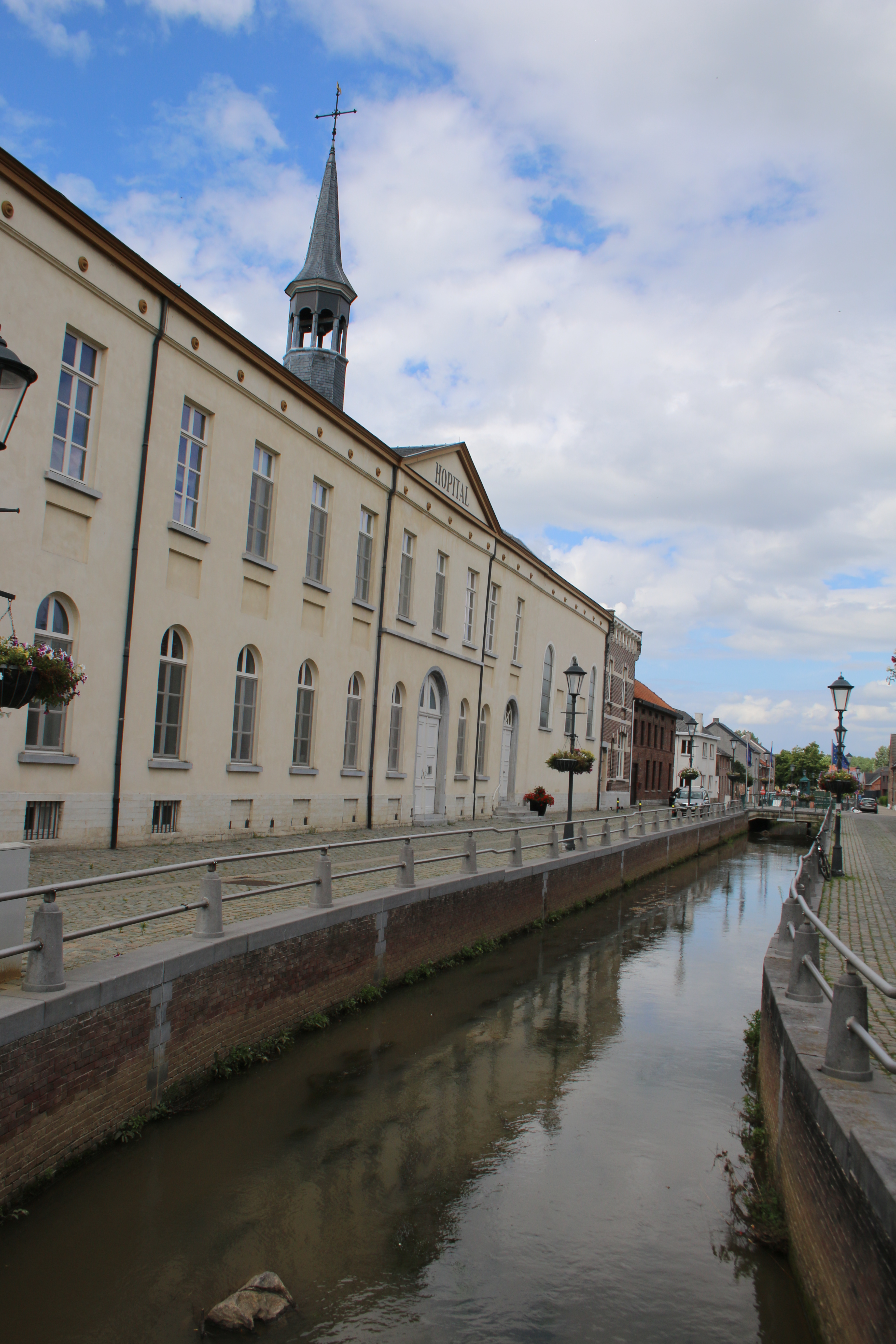